# نارانویتا
نارانویتا (به لاتین: Naranwita) یک منطقهٔ مسکونی در سری‌لانکا است که در استان مرکزی (سری‌لانکا) واقع شده‌است.